# Pérouges
Pérouges is een gemeente in het Franse departement Ain (regio Auvergne-Rhône-Alpes). Pérouges telde op 1 januari 2022 1.382 inwoners. Het middeleeuwse stadje ligt op een heuvel, vanaf de stadsmuren kijk je uit over de vallei van de Ain. Doordat het stadje in de negentiende eeuw economisch magere jaren doormaakte is het nog redelijk in oorspronkelijke staat. Pérouges is lid van Les Plus Beaux Villages de France.

## Geografie
De oppervlakte van Pérouges bedroeg op 1 januari 2022 18,97 vierkante kilometer; de bevolkingsdichtheid was toen 72,9 inwoners per km².
De onderstaande kaart toont de ligging van Pérouges met de belangrijkste infrastructuur en aangrenzende gemeenten.

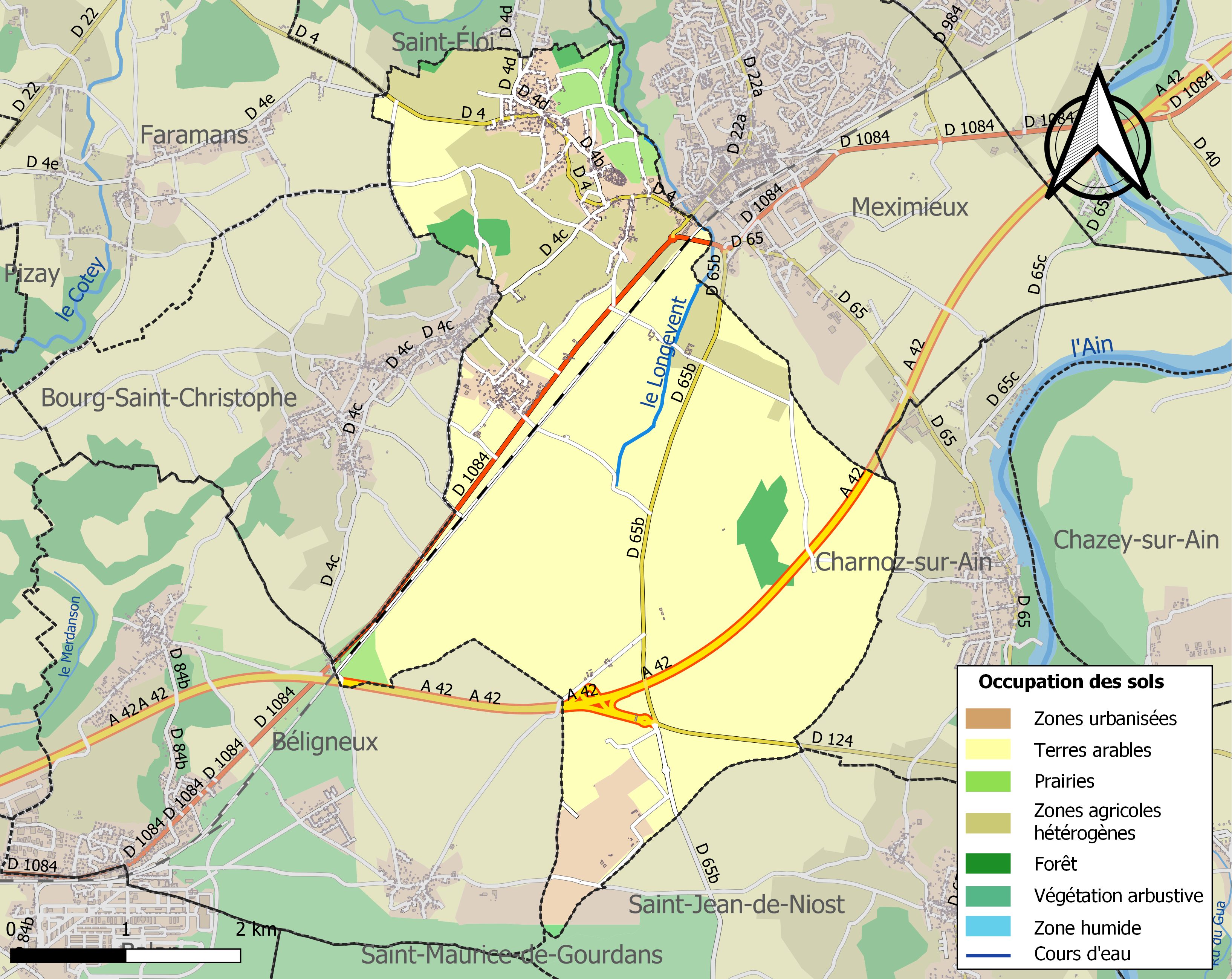

## Demografie
Onderstaande figuur toont het verloop van het inwoneraantal van Pérouges vanaf 1962. De cijfers zijn afkomstig van het Frans bureau voor statistiek en bevatten geen dubbel getelde personen (volgens de gehanteerde definitie population sans doubles comptes).
Vanwege een beveiligingsprobleem met de MediaWiki Graph-software is het momenteel niet mogelijk deze grafiek weer te geven. Zodra de software is bijgewerkt zal de grafiek vanzelf weer zichtbaar worden.

## Recreatie en toerisme
Pérouges is nog redelijk onontdekt voor het massatoerisme. In het stadje is geen autoverkeer, behalve bestemmingsverkeer. In het stadje is een klein museum, een hotel en diverse restaurants en galeries. De plaatselijke specialiteit is de Galette, een soort platte taart van brooddeeg bestrooid met suiker.

## Films
In en rondom Pérouges zijn diverse films opgenomen, waaronder Fanfan la Tulipe (1952).

## Afbeeldingen

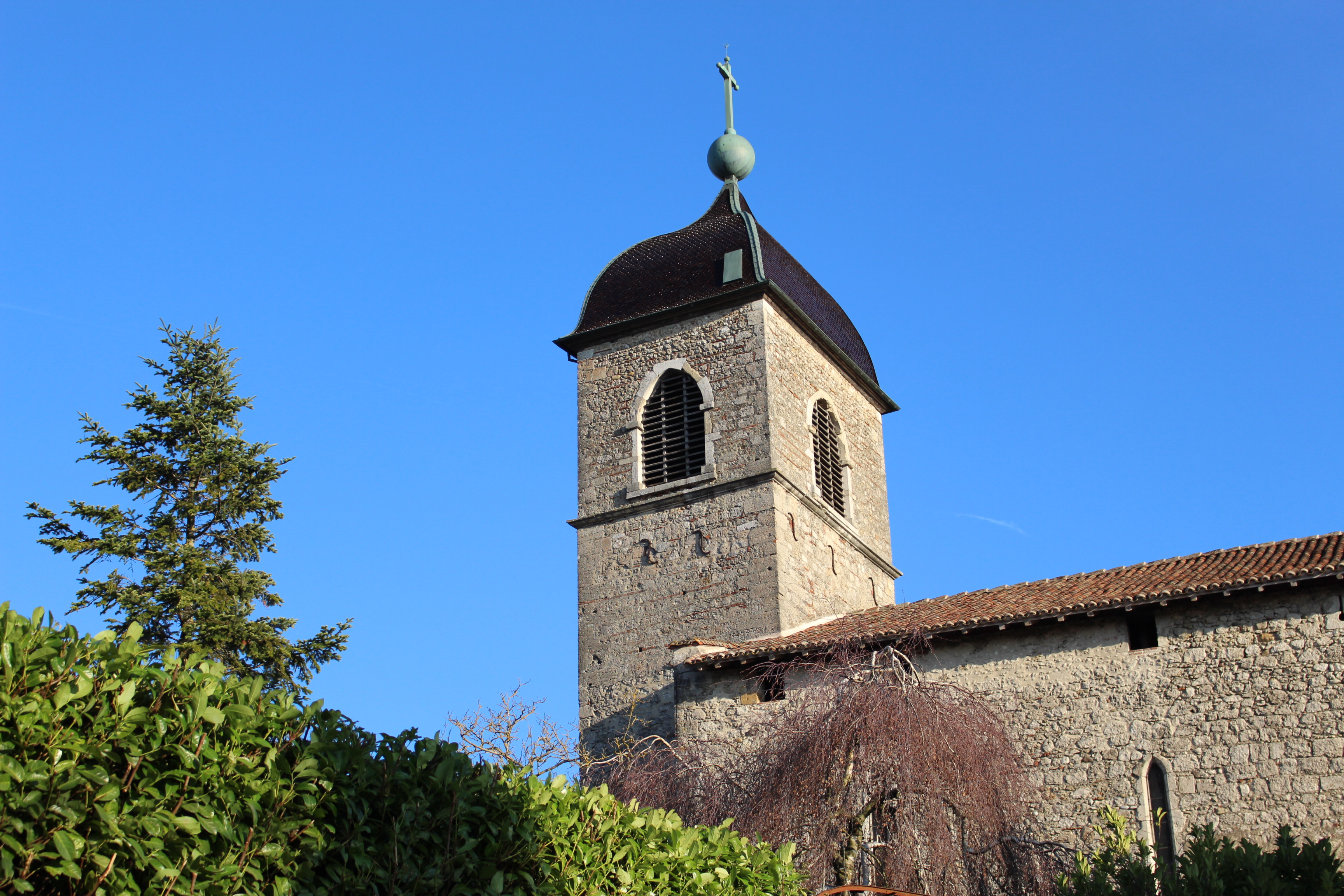
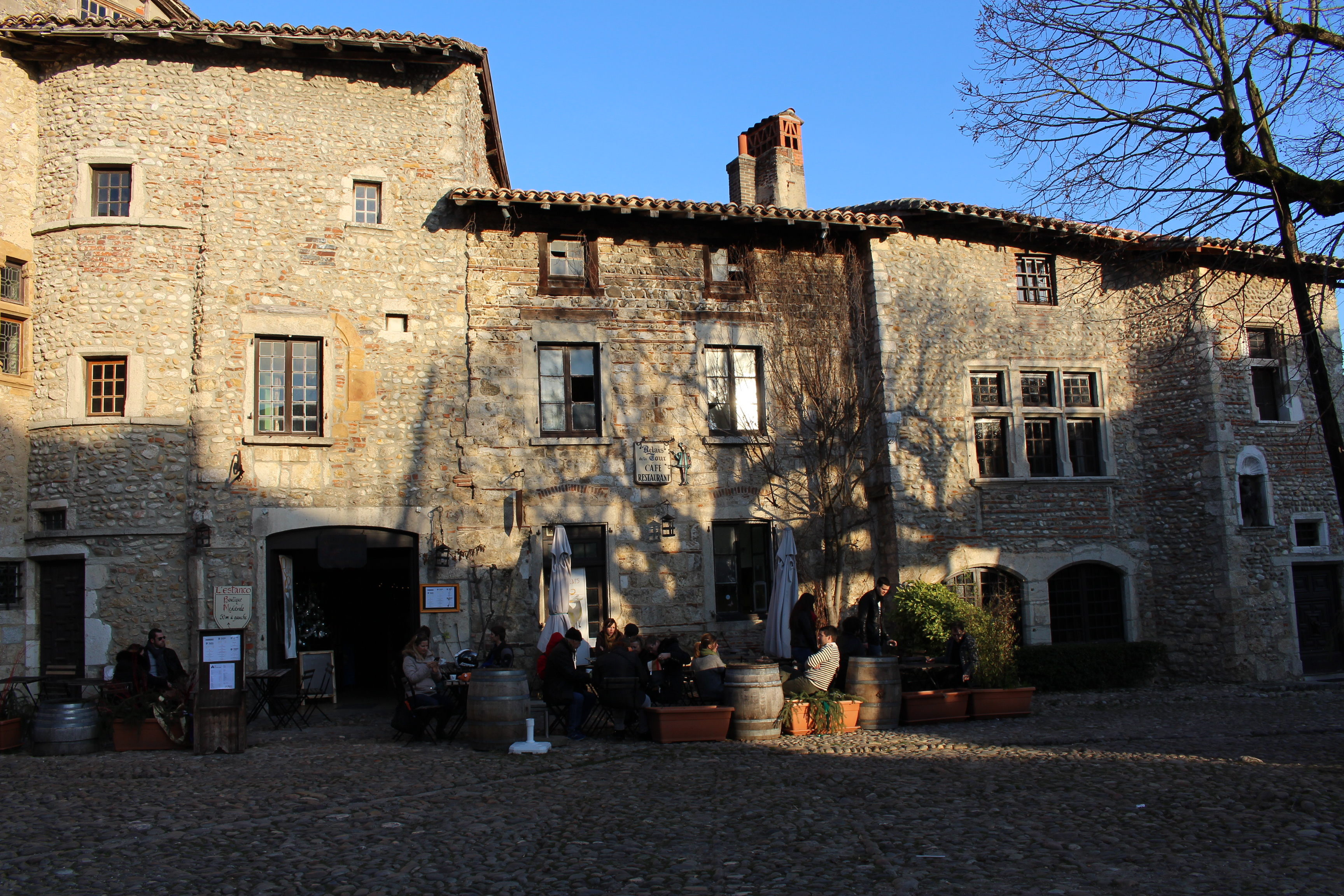
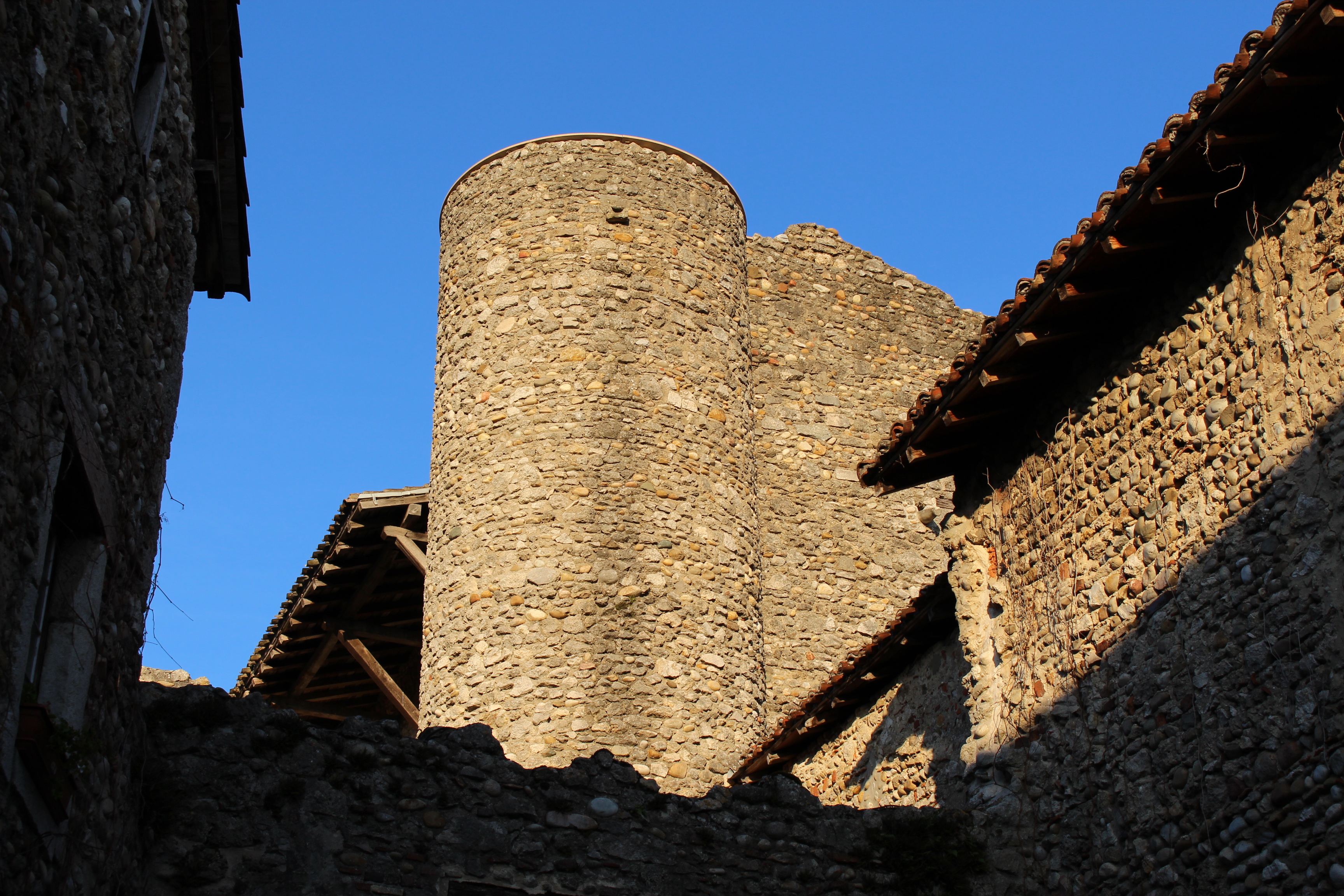
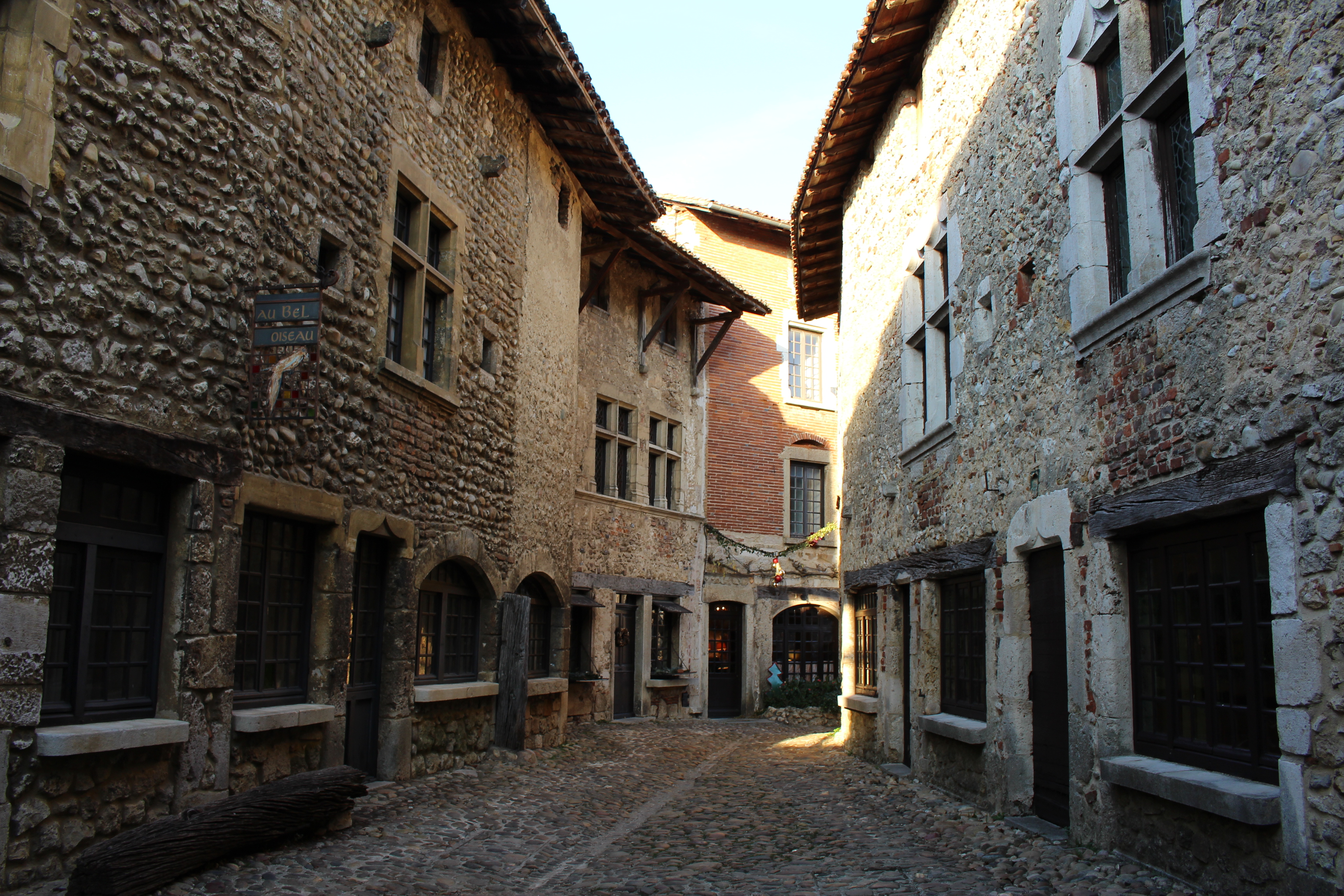
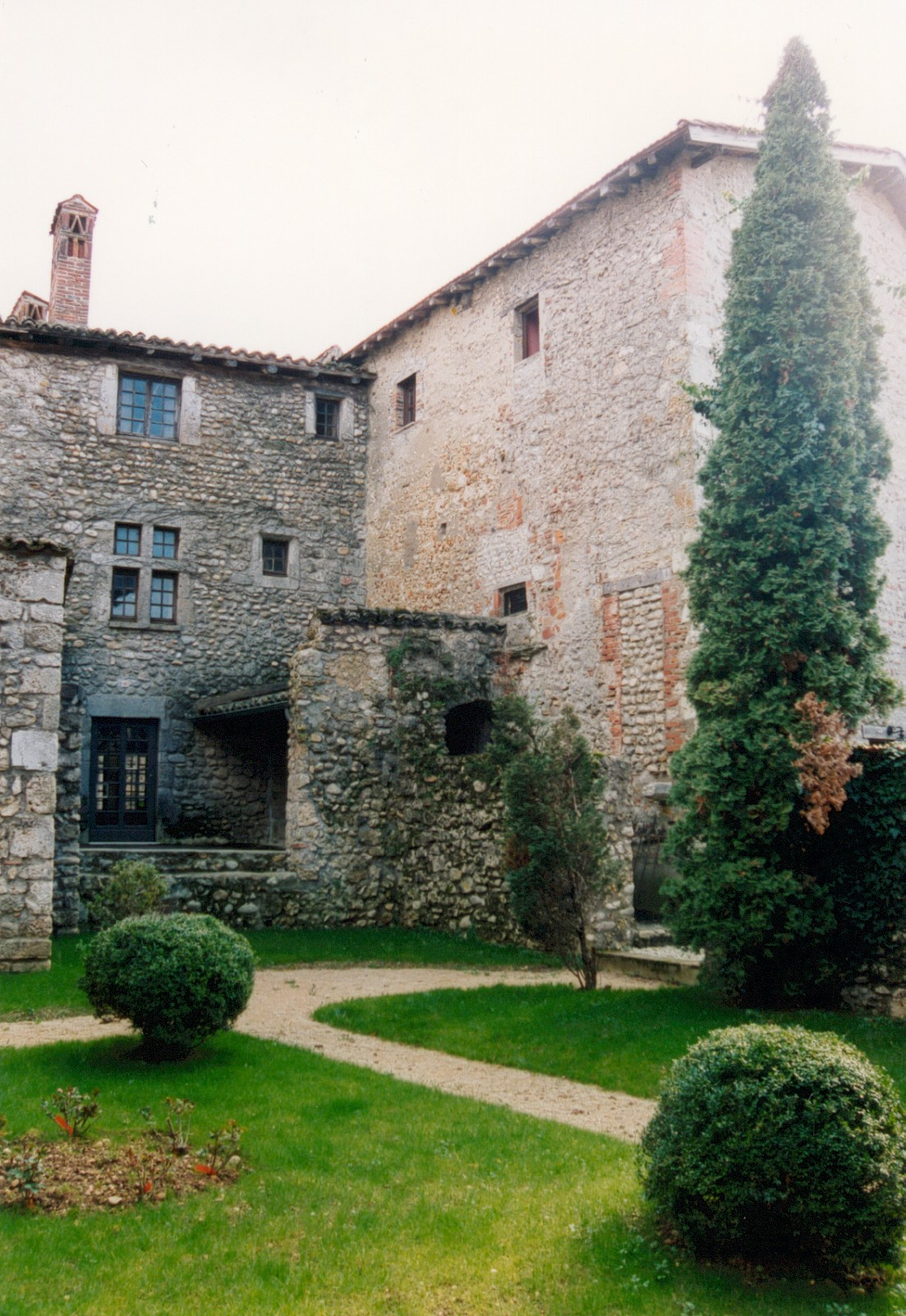
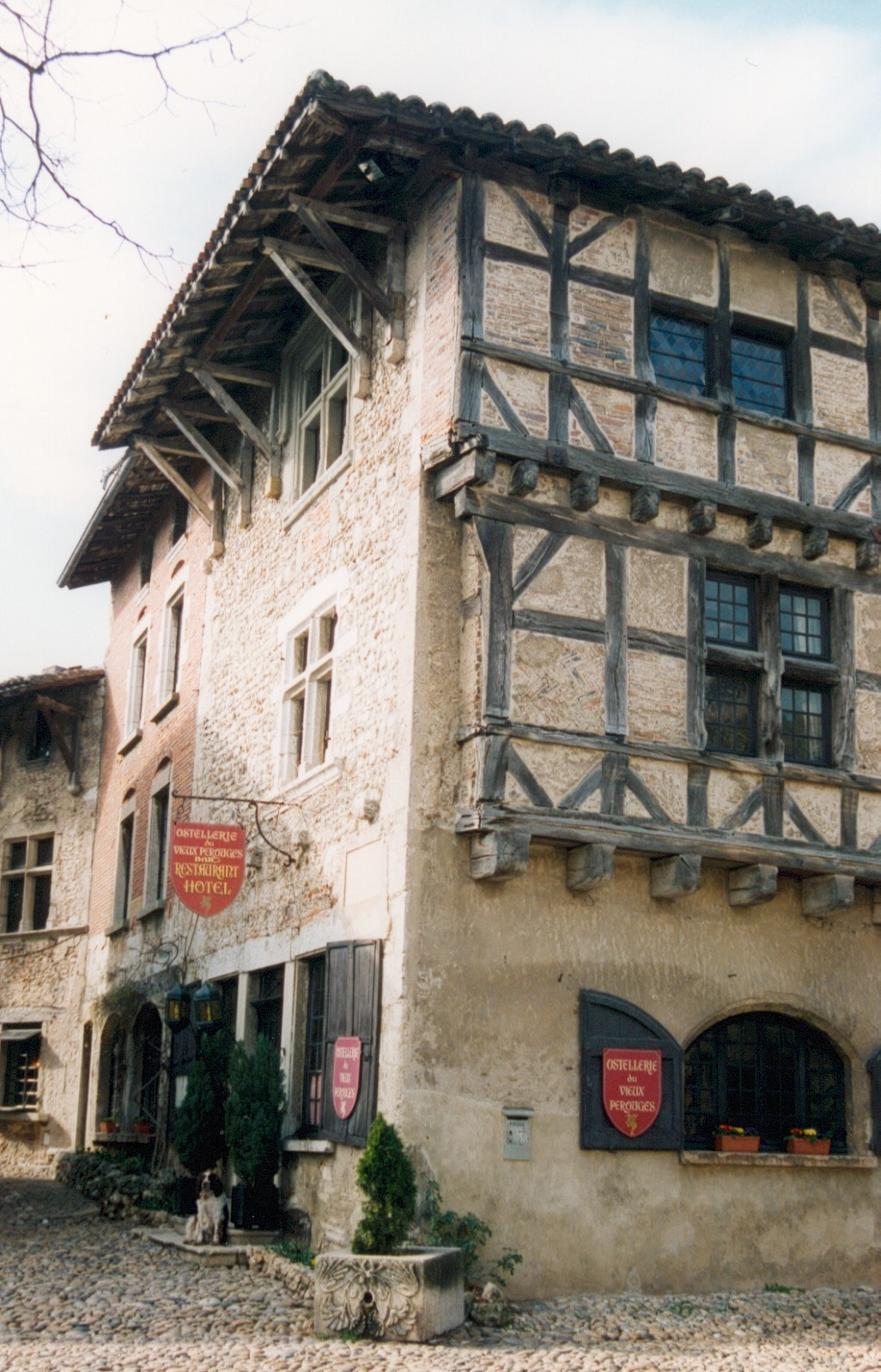
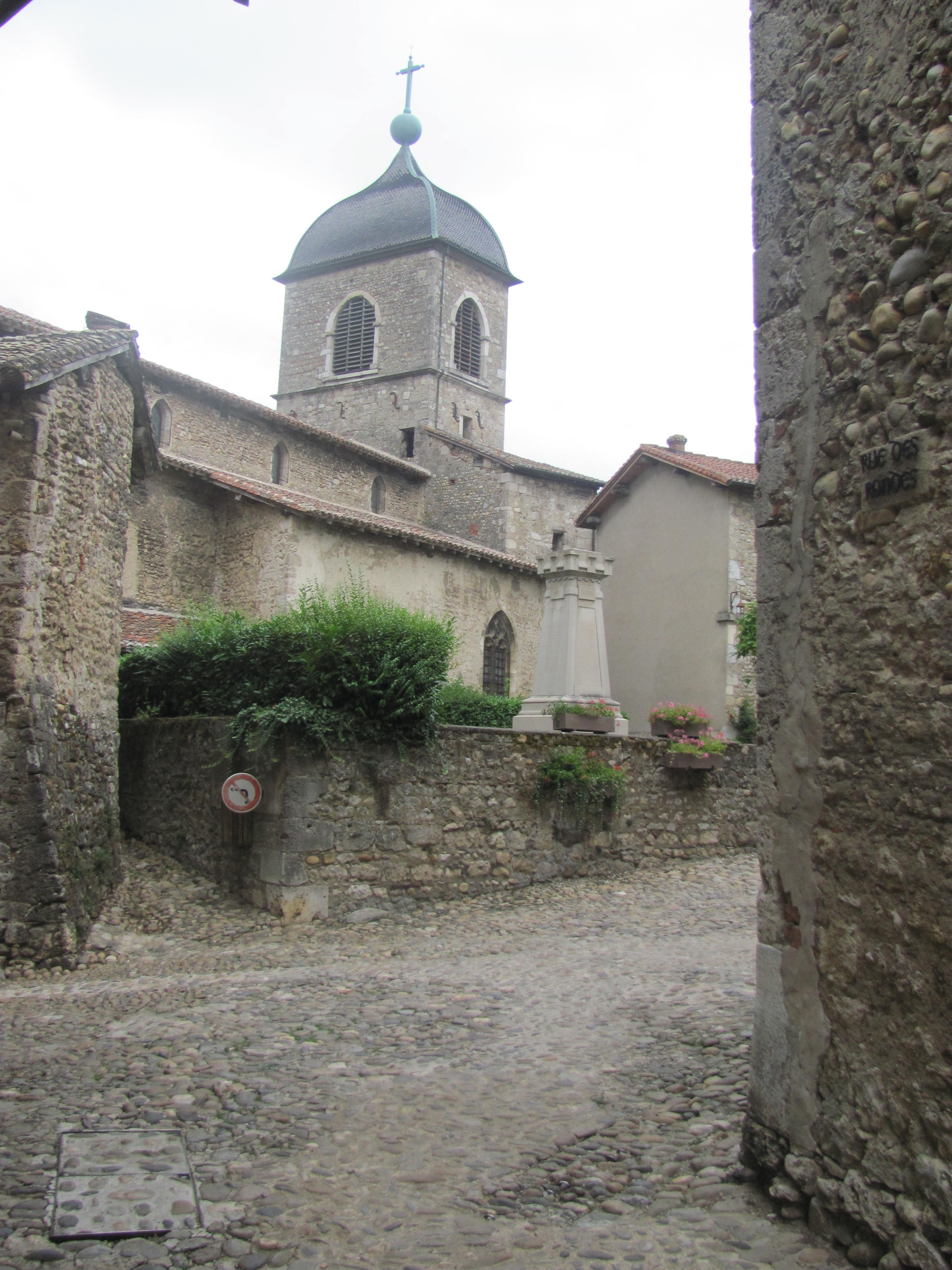

(Sortering op regio > departement (vet) > gemeente)